# Carl Göring
Carl Theodor Göring, född 28 april 1841 i Brüheim, död 2 april 1879 i Eisenach, var en tysk filosof och schackspelare.

## Uppväxt
Carl Göring var ende son till en välbärgad godsherre. Efter att ha avslutat sin skolgång i Eisenach levde han ett i ekonomiska hänseenden bekymmersfritt liv som en privatlärare, och bodde i Berlin, Bonn och Gotha. År 1872 insjuknade han i reumatism, och drabbades under de följande åren av depression. Han dog genom självmord år 1879.

## Filosof
Som filosof var Göring en företrädare för kritisk empirism och positivism. Han arbetade från 1877 som docent vid universitetet i Leipzig.

## Schackspelare
|   | a | b | c | d | e | f | g | h |   |
| 8 | a8 svart torn · c8 svart löpare · d8 svart drottning · e8 svart kung · f8 svart löpare · g8 svart springare · h8 svart torn · a7 svart bonde · b7 svart bonde · c7 svart bonde · d7 svart bonde · f7 svart bonde · g7 svart bonde · h7 svart bonde · c6 svart springare · d4 svart bonde · e4 vit bonde · c3 vit bonde · f3 vit springare · a2 vit bonde · b2 vit bonde · f2 vit bonde · g2 vit bonde · h2 vit bonde · a1 vit torn · b1 vit springare · c1 vit löpare · d1 vit drottning · e1 vit kung · f1 vit löpare · h1 vit torn | a8 svart torn · c8 svart löpare · d8 svart drottning · e8 svart kung · f8 svart löpare · g8 svart springare · h8 svart torn · a7 svart bonde · b7 svart bonde · c7 svart bonde · d7 svart bonde · f7 svart bonde · g7 svart bonde · h7 svart bonde · c6 svart springare · d4 svart bonde · e4 vit bonde · c3 vit bonde · f3 vit springare · a2 vit bonde · b2 vit bonde · f2 vit bonde · g2 vit bonde · h2 vit bonde · a1 vit torn · b1 vit springare · c1 vit löpare · d1 vit drottning · e1 vit kung · f1 vit löpare · h1 vit torn | a8 svart torn · c8 svart löpare · d8 svart drottning · e8 svart kung · f8 svart löpare · g8 svart springare · h8 svart torn · a7 svart bonde · b7 svart bonde · c7 svart bonde · d7 svart bonde · f7 svart bonde · g7 svart bonde · h7 svart bonde · c6 svart springare · d4 svart bonde · e4 vit bonde · c3 vit bonde · f3 vit springare · a2 vit bonde · b2 vit bonde · f2 vit bonde · g2 vit bonde · h2 vit bonde · a1 vit torn · b1 vit springare · c1 vit löpare · d1 vit drottning · e1 vit kung · f1 vit löpare · h1 vit torn | a8 svart torn · c8 svart löpare · d8 svart drottning · e8 svart kung · f8 svart löpare · g8 svart springare · h8 svart torn · a7 svart bonde · b7 svart bonde · c7 svart bonde · d7 svart bonde · f7 svart bonde · g7 svart bonde · h7 svart bonde · c6 svart springare · d4 svart bonde · e4 vit bonde · c3 vit bonde · f3 vit springare · a2 vit bonde · b2 vit bonde · f2 vit bonde · g2 vit bonde · h2 vit bonde · a1 vit torn · b1 vit springare · c1 vit löpare · d1 vit drottning · e1 vit kung · f1 vit löpare · h1 vit torn | a8 svart torn · c8 svart löpare · d8 svart drottning · e8 svart kung · f8 svart löpare · g8 svart springare · h8 svart torn · a7 svart bonde · b7 svart bonde · c7 svart bonde · d7 svart bonde · f7 svart bonde · g7 svart bonde · h7 svart bonde · c6 svart springare · d4 svart bonde · e4 vit bonde · c3 vit bonde · f3 vit springare · a2 vit bonde · b2 vit bonde · f2 vit bonde · g2 vit bonde · h2 vit bonde · a1 vit torn · b1 vit springare · c1 vit löpare · d1 vit drottning · e1 vit kung · f1 vit löpare · h1 vit torn | a8 svart torn · c8 svart löpare · d8 svart drottning · e8 svart kung · f8 svart löpare · g8 svart springare · h8 svart torn · a7 svart bonde · b7 svart bonde · c7 svart bonde · d7 svart bonde · f7 svart bonde · g7 svart bonde · h7 svart bonde · c6 svart springare · d4 svart bonde · e4 vit bonde · c3 vit bonde · f3 vit springare · a2 vit bonde · b2 vit bonde · f2 vit bonde · g2 vit bonde · h2 vit bonde · a1 vit torn · b1 vit springare · c1 vit löpare · d1 vit drottning · e1 vit kung · f1 vit löpare · h1 vit torn | a8 svart torn · c8 svart löpare · d8 svart drottning · e8 svart kung · f8 svart löpare · g8 svart springare · h8 svart torn · a7 svart bonde · b7 svart bonde · c7 svart bonde · d7 svart bonde · f7 svart bonde · g7 svart bonde · h7 svart bonde · c6 svart springare · d4 svart bonde · e4 vit bonde · c3 vit bonde · f3 vit springare · a2 vit bonde · b2 vit bonde · f2 vit bonde · g2 vit bonde · h2 vit bonde · a1 vit torn · b1 vit springare · c1 vit löpare · d1 vit drottning · e1 vit kung · f1 vit löpare · h1 vit torn | a8 svart torn · c8 svart löpare · d8 svart drottning · e8 svart kung · f8 svart löpare · g8 svart springare · h8 svart torn · a7 svart bonde · b7 svart bonde · c7 svart bonde · d7 svart bonde · f7 svart bonde · g7 svart bonde · h7 svart bonde · c6 svart springare · d4 svart bonde · e4 vit bonde · c3 vit bonde · f3 vit springare · a2 vit bonde · b2 vit bonde · f2 vit bonde · g2 vit bonde · h2 vit bonde · a1 vit torn · b1 vit springare · c1 vit löpare · d1 vit drottning · e1 vit kung · f1 vit löpare · h1 vit torn | 8 |
| 7 | a8 svart torn · c8 svart löpare · d8 svart drottning · e8 svart kung · f8 svart löpare · g8 svart springare · h8 svart torn · a7 svart bonde · b7 svart bonde · c7 svart bonde · d7 svart bonde · f7 svart bonde · g7 svart bonde · h7 svart bonde · c6 svart springare · d4 svart bonde · e4 vit bonde · c3 vit bonde · f3 vit springare · a2 vit bonde · b2 vit bonde · f2 vit bonde · g2 vit bonde · h2 vit bonde · a1 vit torn · b1 vit springare · c1 vit löpare · d1 vit drottning · e1 vit kung · f1 vit löpare · h1 vit torn | a8 svart torn · c8 svart löpare · d8 svart drottning · e8 svart kung · f8 svart löpare · g8 svart springare · h8 svart torn · a7 svart bonde · b7 svart bonde · c7 svart bonde · d7 svart bonde · f7 svart bonde · g7 svart bonde · h7 svart bonde · c6 svart springare · d4 svart bonde · e4 vit bonde · c3 vit bonde · f3 vit springare · a2 vit bonde · b2 vit bonde · f2 vit bonde · g2 vit bonde · h2 vit bonde · a1 vit torn · b1 vit springare · c1 vit löpare · d1 vit drottning · e1 vit kung · f1 vit löpare · h1 vit torn | a8 svart torn · c8 svart löpare · d8 svart drottning · e8 svart kung · f8 svart löpare · g8 svart springare · h8 svart torn · a7 svart bonde · b7 svart bonde · c7 svart bonde · d7 svart bonde · f7 svart bonde · g7 svart bonde · h7 svart bonde · c6 svart springare · d4 svart bonde · e4 vit bonde · c3 vit bonde · f3 vit springare · a2 vit bonde · b2 vit bonde · f2 vit bonde · g2 vit bonde · h2 vit bonde · a1 vit torn · b1 vit springare · c1 vit löpare · d1 vit drottning · e1 vit kung · f1 vit löpare · h1 vit torn | a8 svart torn · c8 svart löpare · d8 svart drottning · e8 svart kung · f8 svart löpare · g8 svart springare · h8 svart torn · a7 svart bonde · b7 svart bonde · c7 svart bonde · d7 svart bonde · f7 svart bonde · g7 svart bonde · h7 svart bonde · c6 svart springare · d4 svart bonde · e4 vit bonde · c3 vit bonde · f3 vit springare · a2 vit bonde · b2 vit bonde · f2 vit bonde · g2 vit bonde · h2 vit bonde · a1 vit torn · b1 vit springare · c1 vit löpare · d1 vit drottning · e1 vit kung · f1 vit löpare · h1 vit torn | a8 svart torn · c8 svart löpare · d8 svart drottning · e8 svart kung · f8 svart löpare · g8 svart springare · h8 svart torn · a7 svart bonde · b7 svart bonde · c7 svart bonde · d7 svart bonde · f7 svart bonde · g7 svart bonde · h7 svart bonde · c6 svart springare · d4 svart bonde · e4 vit bonde · c3 vit bonde · f3 vit springare · a2 vit bonde · b2 vit bonde · f2 vit bonde · g2 vit bonde · h2 vit bonde · a1 vit torn · b1 vit springare · c1 vit löpare · d1 vit drottning · e1 vit kung · f1 vit löpare · h1 vit torn | a8 svart torn · c8 svart löpare · d8 svart drottning · e8 svart kung · f8 svart löpare · g8 svart springare · h8 svart torn · a7 svart bonde · b7 svart bonde · c7 svart bonde · d7 svart bonde · f7 svart bonde · g7 svart bonde · h7 svart bonde · c6 svart springare · d4 svart bonde · e4 vit bonde · c3 vit bonde · f3 vit springare · a2 vit bonde · b2 vit bonde · f2 vit bonde · g2 vit bonde · h2 vit bonde · a1 vit torn · b1 vit springare · c1 vit löpare · d1 vit drottning · e1 vit kung · f1 vit löpare · h1 vit torn | a8 svart torn · c8 svart löpare · d8 svart drottning · e8 svart kung · f8 svart löpare · g8 svart springare · h8 svart torn · a7 svart bonde · b7 svart bonde · c7 svart bonde · d7 svart bonde · f7 svart bonde · g7 svart bonde · h7 svart bonde · c6 svart springare · d4 svart bonde · e4 vit bonde · c3 vit bonde · f3 vit springare · a2 vit bonde · b2 vit bonde · f2 vit bonde · g2 vit bonde · h2 vit bonde · a1 vit torn · b1 vit springare · c1 vit löpare · d1 vit drottning · e1 vit kung · f1 vit löpare · h1 vit torn | a8 svart torn · c8 svart löpare · d8 svart drottning · e8 svart kung · f8 svart löpare · g8 svart springare · h8 svart torn · a7 svart bonde · b7 svart bonde · c7 svart bonde · d7 svart bonde · f7 svart bonde · g7 svart bonde · h7 svart bonde · c6 svart springare · d4 svart bonde · e4 vit bonde · c3 vit bonde · f3 vit springare · a2 vit bonde · b2 vit bonde · f2 vit bonde · g2 vit bonde · h2 vit bonde · a1 vit torn · b1 vit springare · c1 vit löpare · d1 vit drottning · e1 vit kung · f1 vit löpare · h1 vit torn | 7 |
| 6 | a8 svart torn · c8 svart löpare · d8 svart drottning · e8 svart kung · f8 svart löpare · g8 svart springare · h8 svart torn · a7 svart bonde · b7 svart bonde · c7 svart bonde · d7 svart bonde · f7 svart bonde · g7 svart bonde · h7 svart bonde · c6 svart springare · d4 svart bonde · e4 vit bonde · c3 vit bonde · f3 vit springare · a2 vit bonde · b2 vit bonde · f2 vit bonde · g2 vit bonde · h2 vit bonde · a1 vit torn · b1 vit springare · c1 vit löpare · d1 vit drottning · e1 vit kung · f1 vit löpare · h1 vit torn | a8 svart torn · c8 svart löpare · d8 svart drottning · e8 svart kung · f8 svart löpare · g8 svart springare · h8 svart torn · a7 svart bonde · b7 svart bonde · c7 svart bonde · d7 svart bonde · f7 svart bonde · g7 svart bonde · h7 svart bonde · c6 svart springare · d4 svart bonde · e4 vit bonde · c3 vit bonde · f3 vit springare · a2 vit bonde · b2 vit bonde · f2 vit bonde · g2 vit bonde · h2 vit bonde · a1 vit torn · b1 vit springare · c1 vit löpare · d1 vit drottning · e1 vit kung · f1 vit löpare · h1 vit torn | a8 svart torn · c8 svart löpare · d8 svart drottning · e8 svart kung · f8 svart löpare · g8 svart springare · h8 svart torn · a7 svart bonde · b7 svart bonde · c7 svart bonde · d7 svart bonde · f7 svart bonde · g7 svart bonde · h7 svart bonde · c6 svart springare · d4 svart bonde · e4 vit bonde · c3 vit bonde · f3 vit springare · a2 vit bonde · b2 vit bonde · f2 vit bonde · g2 vit bonde · h2 vit bonde · a1 vit torn · b1 vit springare · c1 vit löpare · d1 vit drottning · e1 vit kung · f1 vit löpare · h1 vit torn | a8 svart torn · c8 svart löpare · d8 svart drottning · e8 svart kung · f8 svart löpare · g8 svart springare · h8 svart torn · a7 svart bonde · b7 svart bonde · c7 svart bonde · d7 svart bonde · f7 svart bonde · g7 svart bonde · h7 svart bonde · c6 svart springare · d4 svart bonde · e4 vit bonde · c3 vit bonde · f3 vit springare · a2 vit bonde · b2 vit bonde · f2 vit bonde · g2 vit bonde · h2 vit bonde · a1 vit torn · b1 vit springare · c1 vit löpare · d1 vit drottning · e1 vit kung · f1 vit löpare · h1 vit torn | a8 svart torn · c8 svart löpare · d8 svart drottning · e8 svart kung · f8 svart löpare · g8 svart springare · h8 svart torn · a7 svart bonde · b7 svart bonde · c7 svart bonde · d7 svart bonde · f7 svart bonde · g7 svart bonde · h7 svart bonde · c6 svart springare · d4 svart bonde · e4 vit bonde · c3 vit bonde · f3 vit springare · a2 vit bonde · b2 vit bonde · f2 vit bonde · g2 vit bonde · h2 vit bonde · a1 vit torn · b1 vit springare · c1 vit löpare · d1 vit drottning · e1 vit kung · f1 vit löpare · h1 vit torn | a8 svart torn · c8 svart löpare · d8 svart drottning · e8 svart kung · f8 svart löpare · g8 svart springare · h8 svart torn · a7 svart bonde · b7 svart bonde · c7 svart bonde · d7 svart bonde · f7 svart bonde · g7 svart bonde · h7 svart bonde · c6 svart springare · d4 svart bonde · e4 vit bonde · c3 vit bonde · f3 vit springare · a2 vit bonde · b2 vit bonde · f2 vit bonde · g2 vit bonde · h2 vit bonde · a1 vit torn · b1 vit springare · c1 vit löpare · d1 vit drottning · e1 vit kung · f1 vit löpare · h1 vit torn | a8 svart torn · c8 svart löpare · d8 svart drottning · e8 svart kung · f8 svart löpare · g8 svart springare · h8 svart torn · a7 svart bonde · b7 svart bonde · c7 svart bonde · d7 svart bonde · f7 svart bonde · g7 svart bonde · h7 svart bonde · c6 svart springare · d4 svart bonde · e4 vit bonde · c3 vit bonde · f3 vit springare · a2 vit bonde · b2 vit bonde · f2 vit bonde · g2 vit bonde · h2 vit bonde · a1 vit torn · b1 vit springare · c1 vit löpare · d1 vit drottning · e1 vit kung · f1 vit löpare · h1 vit torn | a8 svart torn · c8 svart löpare · d8 svart drottning · e8 svart kung · f8 svart löpare · g8 svart springare · h8 svart torn · a7 svart bonde · b7 svart bonde · c7 svart bonde · d7 svart bonde · f7 svart bonde · g7 svart bonde · h7 svart bonde · c6 svart springare · d4 svart bonde · e4 vit bonde · c3 vit bonde · f3 vit springare · a2 vit bonde · b2 vit bonde · f2 vit bonde · g2 vit bonde · h2 vit bonde · a1 vit torn · b1 vit springare · c1 vit löpare · d1 vit drottning · e1 vit kung · f1 vit löpare · h1 vit torn | 6 |
| 5 | a8 svart torn · c8 svart löpare · d8 svart drottning · e8 svart kung · f8 svart löpare · g8 svart springare · h8 svart torn · a7 svart bonde · b7 svart bonde · c7 svart bonde · d7 svart bonde · f7 svart bonde · g7 svart bonde · h7 svart bonde · c6 svart springare · d4 svart bonde · e4 vit bonde · c3 vit bonde · f3 vit springare · a2 vit bonde · b2 vit bonde · f2 vit bonde · g2 vit bonde · h2 vit bonde · a1 vit torn · b1 vit springare · c1 vit löpare · d1 vit drottning · e1 vit kung · f1 vit löpare · h1 vit torn | a8 svart torn · c8 svart löpare · d8 svart drottning · e8 svart kung · f8 svart löpare · g8 svart springare · h8 svart torn · a7 svart bonde · b7 svart bonde · c7 svart bonde · d7 svart bonde · f7 svart bonde · g7 svart bonde · h7 svart bonde · c6 svart springare · d4 svart bonde · e4 vit bonde · c3 vit bonde · f3 vit springare · a2 vit bonde · b2 vit bonde · f2 vit bonde · g2 vit bonde · h2 vit bonde · a1 vit torn · b1 vit springare · c1 vit löpare · d1 vit drottning · e1 vit kung · f1 vit löpare · h1 vit torn | a8 svart torn · c8 svart löpare · d8 svart drottning · e8 svart kung · f8 svart löpare · g8 svart springare · h8 svart torn · a7 svart bonde · b7 svart bonde · c7 svart bonde · d7 svart bonde · f7 svart bonde · g7 svart bonde · h7 svart bonde · c6 svart springare · d4 svart bonde · e4 vit bonde · c3 vit bonde · f3 vit springare · a2 vit bonde · b2 vit bonde · f2 vit bonde · g2 vit bonde · h2 vit bonde · a1 vit torn · b1 vit springare · c1 vit löpare · d1 vit drottning · e1 vit kung · f1 vit löpare · h1 vit torn | a8 svart torn · c8 svart löpare · d8 svart drottning · e8 svart kung · f8 svart löpare · g8 svart springare · h8 svart torn · a7 svart bonde · b7 svart bonde · c7 svart bonde · d7 svart bonde · f7 svart bonde · g7 svart bonde · h7 svart bonde · c6 svart springare · d4 svart bonde · e4 vit bonde · c3 vit bonde · f3 vit springare · a2 vit bonde · b2 vit bonde · f2 vit bonde · g2 vit bonde · h2 vit bonde · a1 vit torn · b1 vit springare · c1 vit löpare · d1 vit drottning · e1 vit kung · f1 vit löpare · h1 vit torn | a8 svart torn · c8 svart löpare · d8 svart drottning · e8 svart kung · f8 svart löpare · g8 svart springare · h8 svart torn · a7 svart bonde · b7 svart bonde · c7 svart bonde · d7 svart bonde · f7 svart bonde · g7 svart bonde · h7 svart bonde · c6 svart springare · d4 svart bonde · e4 vit bonde · c3 vit bonde · f3 vit springare · a2 vit bonde · b2 vit bonde · f2 vit bonde · g2 vit bonde · h2 vit bonde · a1 vit torn · b1 vit springare · c1 vit löpare · d1 vit drottning · e1 vit kung · f1 vit löpare · h1 vit torn | a8 svart torn · c8 svart löpare · d8 svart drottning · e8 svart kung · f8 svart löpare · g8 svart springare · h8 svart torn · a7 svart bonde · b7 svart bonde · c7 svart bonde · d7 svart bonde · f7 svart bonde · g7 svart bonde · h7 svart bonde · c6 svart springare · d4 svart bonde · e4 vit bonde · c3 vit bonde · f3 vit springare · a2 vit bonde · b2 vit bonde · f2 vit bonde · g2 vit bonde · h2 vit bonde · a1 vit torn · b1 vit springare · c1 vit löpare · d1 vit drottning · e1 vit kung · f1 vit löpare · h1 vit torn | a8 svart torn · c8 svart löpare · d8 svart drottning · e8 svart kung · f8 svart löpare · g8 svart springare · h8 svart torn · a7 svart bonde · b7 svart bonde · c7 svart bonde · d7 svart bonde · f7 svart bonde · g7 svart bonde · h7 svart bonde · c6 svart springare · d4 svart bonde · e4 vit bonde · c3 vit bonde · f3 vit springare · a2 vit bonde · b2 vit bonde · f2 vit bonde · g2 vit bonde · h2 vit bonde · a1 vit torn · b1 vit springare · c1 vit löpare · d1 vit drottning · e1 vit kung · f1 vit löpare · h1 vit torn | a8 svart torn · c8 svart löpare · d8 svart drottning · e8 svart kung · f8 svart löpare · g8 svart springare · h8 svart torn · a7 svart bonde · b7 svart bonde · c7 svart bonde · d7 svart bonde · f7 svart bonde · g7 svart bonde · h7 svart bonde · c6 svart springare · d4 svart bonde · e4 vit bonde · c3 vit bonde · f3 vit springare · a2 vit bonde · b2 vit bonde · f2 vit bonde · g2 vit bonde · h2 vit bonde · a1 vit torn · b1 vit springare · c1 vit löpare · d1 vit drottning · e1 vit kung · f1 vit löpare · h1 vit torn | 5 |
| 4 | a8 svart torn · c8 svart löpare · d8 svart drottning · e8 svart kung · f8 svart löpare · g8 svart springare · h8 svart torn · a7 svart bonde · b7 svart bonde · c7 svart bonde · d7 svart bonde · f7 svart bonde · g7 svart bonde · h7 svart bonde · c6 svart springare · d4 svart bonde · e4 vit bonde · c3 vit bonde · f3 vit springare · a2 vit bonde · b2 vit bonde · f2 vit bonde · g2 vit bonde · h2 vit bonde · a1 vit torn · b1 vit springare · c1 vit löpare · d1 vit drottning · e1 vit kung · f1 vit löpare · h1 vit torn | a8 svart torn · c8 svart löpare · d8 svart drottning · e8 svart kung · f8 svart löpare · g8 svart springare · h8 svart torn · a7 svart bonde · b7 svart bonde · c7 svart bonde · d7 svart bonde · f7 svart bonde · g7 svart bonde · h7 svart bonde · c6 svart springare · d4 svart bonde · e4 vit bonde · c3 vit bonde · f3 vit springare · a2 vit bonde · b2 vit bonde · f2 vit bonde · g2 vit bonde · h2 vit bonde · a1 vit torn · b1 vit springare · c1 vit löpare · d1 vit drottning · e1 vit kung · f1 vit löpare · h1 vit torn | a8 svart torn · c8 svart löpare · d8 svart drottning · e8 svart kung · f8 svart löpare · g8 svart springare · h8 svart torn · a7 svart bonde · b7 svart bonde · c7 svart bonde · d7 svart bonde · f7 svart bonde · g7 svart bonde · h7 svart bonde · c6 svart springare · d4 svart bonde · e4 vit bonde · c3 vit bonde · f3 vit springare · a2 vit bonde · b2 vit bonde · f2 vit bonde · g2 vit bonde · h2 vit bonde · a1 vit torn · b1 vit springare · c1 vit löpare · d1 vit drottning · e1 vit kung · f1 vit löpare · h1 vit torn | a8 svart torn · c8 svart löpare · d8 svart drottning · e8 svart kung · f8 svart löpare · g8 svart springare · h8 svart torn · a7 svart bonde · b7 svart bonde · c7 svart bonde · d7 svart bonde · f7 svart bonde · g7 svart bonde · h7 svart bonde · c6 svart springare · d4 svart bonde · e4 vit bonde · c3 vit bonde · f3 vit springare · a2 vit bonde · b2 vit bonde · f2 vit bonde · g2 vit bonde · h2 vit bonde · a1 vit torn · b1 vit springare · c1 vit löpare · d1 vit drottning · e1 vit kung · f1 vit löpare · h1 vit torn | a8 svart torn · c8 svart löpare · d8 svart drottning · e8 svart kung · f8 svart löpare · g8 svart springare · h8 svart torn · a7 svart bonde · b7 svart bonde · c7 svart bonde · d7 svart bonde · f7 svart bonde · g7 svart bonde · h7 svart bonde · c6 svart springare · d4 svart bonde · e4 vit bonde · c3 vit bonde · f3 vit springare · a2 vit bonde · b2 vit bonde · f2 vit bonde · g2 vit bonde · h2 vit bonde · a1 vit torn · b1 vit springare · c1 vit löpare · d1 vit drottning · e1 vit kung · f1 vit löpare · h1 vit torn | a8 svart torn · c8 svart löpare · d8 svart drottning · e8 svart kung · f8 svart löpare · g8 svart springare · h8 svart torn · a7 svart bonde · b7 svart bonde · c7 svart bonde · d7 svart bonde · f7 svart bonde · g7 svart bonde · h7 svart bonde · c6 svart springare · d4 svart bonde · e4 vit bonde · c3 vit bonde · f3 vit springare · a2 vit bonde · b2 vit bonde · f2 vit bonde · g2 vit bonde · h2 vit bonde · a1 vit torn · b1 vit springare · c1 vit löpare · d1 vit drottning · e1 vit kung · f1 vit löpare · h1 vit torn | a8 svart torn · c8 svart löpare · d8 svart drottning · e8 svart kung · f8 svart löpare · g8 svart springare · h8 svart torn · a7 svart bonde · b7 svart bonde · c7 svart bonde · d7 svart bonde · f7 svart bonde · g7 svart bonde · h7 svart bonde · c6 svart springare · d4 svart bonde · e4 vit bonde · c3 vit bonde · f3 vit springare · a2 vit bonde · b2 vit bonde · f2 vit bonde · g2 vit bonde · h2 vit bonde · a1 vit torn · b1 vit springare · c1 vit löpare · d1 vit drottning · e1 vit kung · f1 vit löpare · h1 vit torn | a8 svart torn · c8 svart löpare · d8 svart drottning · e8 svart kung · f8 svart löpare · g8 svart springare · h8 svart torn · a7 svart bonde · b7 svart bonde · c7 svart bonde · d7 svart bonde · f7 svart bonde · g7 svart bonde · h7 svart bonde · c6 svart springare · d4 svart bonde · e4 vit bonde · c3 vit bonde · f3 vit springare · a2 vit bonde · b2 vit bonde · f2 vit bonde · g2 vit bonde · h2 vit bonde · a1 vit torn · b1 vit springare · c1 vit löpare · d1 vit drottning · e1 vit kung · f1 vit löpare · h1 vit torn | 4 |
| 3 | a8 svart torn · c8 svart löpare · d8 svart drottning · e8 svart kung · f8 svart löpare · g8 svart springare · h8 svart torn · a7 svart bonde · b7 svart bonde · c7 svart bonde · d7 svart bonde · f7 svart bonde · g7 svart bonde · h7 svart bonde · c6 svart springare · d4 svart bonde · e4 vit bonde · c3 vit bonde · f3 vit springare · a2 vit bonde · b2 vit bonde · f2 vit bonde · g2 vit bonde · h2 vit bonde · a1 vit torn · b1 vit springare · c1 vit löpare · d1 vit drottning · e1 vit kung · f1 vit löpare · h1 vit torn | a8 svart torn · c8 svart löpare · d8 svart drottning · e8 svart kung · f8 svart löpare · g8 svart springare · h8 svart torn · a7 svart bonde · b7 svart bonde · c7 svart bonde · d7 svart bonde · f7 svart bonde · g7 svart bonde · h7 svart bonde · c6 svart springare · d4 svart bonde · e4 vit bonde · c3 vit bonde · f3 vit springare · a2 vit bonde · b2 vit bonde · f2 vit bonde · g2 vit bonde · h2 vit bonde · a1 vit torn · b1 vit springare · c1 vit löpare · d1 vit drottning · e1 vit kung · f1 vit löpare · h1 vit torn | a8 svart torn · c8 svart löpare · d8 svart drottning · e8 svart kung · f8 svart löpare · g8 svart springare · h8 svart torn · a7 svart bonde · b7 svart bonde · c7 svart bonde · d7 svart bonde · f7 svart bonde · g7 svart bonde · h7 svart bonde · c6 svart springare · d4 svart bonde · e4 vit bonde · c3 vit bonde · f3 vit springare · a2 vit bonde · b2 vit bonde · f2 vit bonde · g2 vit bonde · h2 vit bonde · a1 vit torn · b1 vit springare · c1 vit löpare · d1 vit drottning · e1 vit kung · f1 vit löpare · h1 vit torn | a8 svart torn · c8 svart löpare · d8 svart drottning · e8 svart kung · f8 svart löpare · g8 svart springare · h8 svart torn · a7 svart bonde · b7 svart bonde · c7 svart bonde · d7 svart bonde · f7 svart bonde · g7 svart bonde · h7 svart bonde · c6 svart springare · d4 svart bonde · e4 vit bonde · c3 vit bonde · f3 vit springare · a2 vit bonde · b2 vit bonde · f2 vit bonde · g2 vit bonde · h2 vit bonde · a1 vit torn · b1 vit springare · c1 vit löpare · d1 vit drottning · e1 vit kung · f1 vit löpare · h1 vit torn | a8 svart torn · c8 svart löpare · d8 svart drottning · e8 svart kung · f8 svart löpare · g8 svart springare · h8 svart torn · a7 svart bonde · b7 svart bonde · c7 svart bonde · d7 svart bonde · f7 svart bonde · g7 svart bonde · h7 svart bonde · c6 svart springare · d4 svart bonde · e4 vit bonde · c3 vit bonde · f3 vit springare · a2 vit bonde · b2 vit bonde · f2 vit bonde · g2 vit bonde · h2 vit bonde · a1 vit torn · b1 vit springare · c1 vit löpare · d1 vit drottning · e1 vit kung · f1 vit löpare · h1 vit torn | a8 svart torn · c8 svart löpare · d8 svart drottning · e8 svart kung · f8 svart löpare · g8 svart springare · h8 svart torn · a7 svart bonde · b7 svart bonde · c7 svart bonde · d7 svart bonde · f7 svart bonde · g7 svart bonde · h7 svart bonde · c6 svart springare · d4 svart bonde · e4 vit bonde · c3 vit bonde · f3 vit springare · a2 vit bonde · b2 vit bonde · f2 vit bonde · g2 vit bonde · h2 vit bonde · a1 vit torn · b1 vit springare · c1 vit löpare · d1 vit drottning · e1 vit kung · f1 vit löpare · h1 vit torn | a8 svart torn · c8 svart löpare · d8 svart drottning · e8 svart kung · f8 svart löpare · g8 svart springare · h8 svart torn · a7 svart bonde · b7 svart bonde · c7 svart bonde · d7 svart bonde · f7 svart bonde · g7 svart bonde · h7 svart bonde · c6 svart springare · d4 svart bonde · e4 vit bonde · c3 vit bonde · f3 vit springare · a2 vit bonde · b2 vit bonde · f2 vit bonde · g2 vit bonde · h2 vit bonde · a1 vit torn · b1 vit springare · c1 vit löpare · d1 vit drottning · e1 vit kung · f1 vit löpare · h1 vit torn | a8 svart torn · c8 svart löpare · d8 svart drottning · e8 svart kung · f8 svart löpare · g8 svart springare · h8 svart torn · a7 svart bonde · b7 svart bonde · c7 svart bonde · d7 svart bonde · f7 svart bonde · g7 svart bonde · h7 svart bonde · c6 svart springare · d4 svart bonde · e4 vit bonde · c3 vit bonde · f3 vit springare · a2 vit bonde · b2 vit bonde · f2 vit bonde · g2 vit bonde · h2 vit bonde · a1 vit torn · b1 vit springare · c1 vit löpare · d1 vit drottning · e1 vit kung · f1 vit löpare · h1 vit torn | 3 |
| 2 | a8 svart torn · c8 svart löpare · d8 svart drottning · e8 svart kung · f8 svart löpare · g8 svart springare · h8 svart torn · a7 svart bonde · b7 svart bonde · c7 svart bonde · d7 svart bonde · f7 svart bonde · g7 svart bonde · h7 svart bonde · c6 svart springare · d4 svart bonde · e4 vit bonde · c3 vit bonde · f3 vit springare · a2 vit bonde · b2 vit bonde · f2 vit bonde · g2 vit bonde · h2 vit bonde · a1 vit torn · b1 vit springare · c1 vit löpare · d1 vit drottning · e1 vit kung · f1 vit löpare · h1 vit torn | a8 svart torn · c8 svart löpare · d8 svart drottning · e8 svart kung · f8 svart löpare · g8 svart springare · h8 svart torn · a7 svart bonde · b7 svart bonde · c7 svart bonde · d7 svart bonde · f7 svart bonde · g7 svart bonde · h7 svart bonde · c6 svart springare · d4 svart bonde · e4 vit bonde · c3 vit bonde · f3 vit springare · a2 vit bonde · b2 vit bonde · f2 vit bonde · g2 vit bonde · h2 vit bonde · a1 vit torn · b1 vit springare · c1 vit löpare · d1 vit drottning · e1 vit kung · f1 vit löpare · h1 vit torn | a8 svart torn · c8 svart löpare · d8 svart drottning · e8 svart kung · f8 svart löpare · g8 svart springare · h8 svart torn · a7 svart bonde · b7 svart bonde · c7 svart bonde · d7 svart bonde · f7 svart bonde · g7 svart bonde · h7 svart bonde · c6 svart springare · d4 svart bonde · e4 vit bonde · c3 vit bonde · f3 vit springare · a2 vit bonde · b2 vit bonde · f2 vit bonde · g2 vit bonde · h2 vit bonde · a1 vit torn · b1 vit springare · c1 vit löpare · d1 vit drottning · e1 vit kung · f1 vit löpare · h1 vit torn | a8 svart torn · c8 svart löpare · d8 svart drottning · e8 svart kung · f8 svart löpare · g8 svart springare · h8 svart torn · a7 svart bonde · b7 svart bonde · c7 svart bonde · d7 svart bonde · f7 svart bonde · g7 svart bonde · h7 svart bonde · c6 svart springare · d4 svart bonde · e4 vit bonde · c3 vit bonde · f3 vit springare · a2 vit bonde · b2 vit bonde · f2 vit bonde · g2 vit bonde · h2 vit bonde · a1 vit torn · b1 vit springare · c1 vit löpare · d1 vit drottning · e1 vit kung · f1 vit löpare · h1 vit torn | a8 svart torn · c8 svart löpare · d8 svart drottning · e8 svart kung · f8 svart löpare · g8 svart springare · h8 svart torn · a7 svart bonde · b7 svart bonde · c7 svart bonde · d7 svart bonde · f7 svart bonde · g7 svart bonde · h7 svart bonde · c6 svart springare · d4 svart bonde · e4 vit bonde · c3 vit bonde · f3 vit springare · a2 vit bonde · b2 vit bonde · f2 vit bonde · g2 vit bonde · h2 vit bonde · a1 vit torn · b1 vit springare · c1 vit löpare · d1 vit drottning · e1 vit kung · f1 vit löpare · h1 vit torn | a8 svart torn · c8 svart löpare · d8 svart drottning · e8 svart kung · f8 svart löpare · g8 svart springare · h8 svart torn · a7 svart bonde · b7 svart bonde · c7 svart bonde · d7 svart bonde · f7 svart bonde · g7 svart bonde · h7 svart bonde · c6 svart springare · d4 svart bonde · e4 vit bonde · c3 vit bonde · f3 vit springare · a2 vit bonde · b2 vit bonde · f2 vit bonde · g2 vit bonde · h2 vit bonde · a1 vit torn · b1 vit springare · c1 vit löpare · d1 vit drottning · e1 vit kung · f1 vit löpare · h1 vit torn | a8 svart torn · c8 svart löpare · d8 svart drottning · e8 svart kung · f8 svart löpare · g8 svart springare · h8 svart torn · a7 svart bonde · b7 svart bonde · c7 svart bonde · d7 svart bonde · f7 svart bonde · g7 svart bonde · h7 svart bonde · c6 svart springare · d4 svart bonde · e4 vit bonde · c3 vit bonde · f3 vit springare · a2 vit bonde · b2 vit bonde · f2 vit bonde · g2 vit bonde · h2 vit bonde · a1 vit torn · b1 vit springare · c1 vit löpare · d1 vit drottning · e1 vit kung · f1 vit löpare · h1 vit torn | a8 svart torn · c8 svart löpare · d8 svart drottning · e8 svart kung · f8 svart löpare · g8 svart springare · h8 svart torn · a7 svart bonde · b7 svart bonde · c7 svart bonde · d7 svart bonde · f7 svart bonde · g7 svart bonde · h7 svart bonde · c6 svart springare · d4 svart bonde · e4 vit bonde · c3 vit bonde · f3 vit springare · a2 vit bonde · b2 vit bonde · f2 vit bonde · g2 vit bonde · h2 vit bonde · a1 vit torn · b1 vit springare · c1 vit löpare · d1 vit drottning · e1 vit kung · f1 vit löpare · h1 vit torn | 2 |
| 1 | a8 svart torn · c8 svart löpare · d8 svart drottning · e8 svart kung · f8 svart löpare · g8 svart springare · h8 svart torn · a7 svart bonde · b7 svart bonde · c7 svart bonde · d7 svart bonde · f7 svart bonde · g7 svart bonde · h7 svart bonde · c6 svart springare · d4 svart bonde · e4 vit bonde · c3 vit bonde · f3 vit springare · a2 vit bonde · b2 vit bonde · f2 vit bonde · g2 vit bonde · h2 vit bonde · a1 vit torn · b1 vit springare · c1 vit löpare · d1 vit drottning · e1 vit kung · f1 vit löpare · h1 vit torn | a8 svart torn · c8 svart löpare · d8 svart drottning · e8 svart kung · f8 svart löpare · g8 svart springare · h8 svart torn · a7 svart bonde · b7 svart bonde · c7 svart bonde · d7 svart bonde · f7 svart bonde · g7 svart bonde · h7 svart bonde · c6 svart springare · d4 svart bonde · e4 vit bonde · c3 vit bonde · f3 vit springare · a2 vit bonde · b2 vit bonde · f2 vit bonde · g2 vit bonde · h2 vit bonde · a1 vit torn · b1 vit springare · c1 vit löpare · d1 vit drottning · e1 vit kung · f1 vit löpare · h1 vit torn | a8 svart torn · c8 svart löpare · d8 svart drottning · e8 svart kung · f8 svart löpare · g8 svart springare · h8 svart torn · a7 svart bonde · b7 svart bonde · c7 svart bonde · d7 svart bonde · f7 svart bonde · g7 svart bonde · h7 svart bonde · c6 svart springare · d4 svart bonde · e4 vit bonde · c3 vit bonde · f3 vit springare · a2 vit bonde · b2 vit bonde · f2 vit bonde · g2 vit bonde · h2 vit bonde · a1 vit torn · b1 vit springare · c1 vit löpare · d1 vit drottning · e1 vit kung · f1 vit löpare · h1 vit torn | a8 svart torn · c8 svart löpare · d8 svart drottning · e8 svart kung · f8 svart löpare · g8 svart springare · h8 svart torn · a7 svart bonde · b7 svart bonde · c7 svart bonde · d7 svart bonde · f7 svart bonde · g7 svart bonde · h7 svart bonde · c6 svart springare · d4 svart bonde · e4 vit bonde · c3 vit bonde · f3 vit springare · a2 vit bonde · b2 vit bonde · f2 vit bonde · g2 vit bonde · h2 vit bonde · a1 vit torn · b1 vit springare · c1 vit löpare · d1 vit drottning · e1 vit kung · f1 vit löpare · h1 vit torn | a8 svart torn · c8 svart löpare · d8 svart drottning · e8 svart kung · f8 svart löpare · g8 svart springare · h8 svart torn · a7 svart bonde · b7 svart bonde · c7 svart bonde · d7 svart bonde · f7 svart bonde · g7 svart bonde · h7 svart bonde · c6 svart springare · d4 svart bonde · e4 vit bonde · c3 vit bonde · f3 vit springare · a2 vit bonde · b2 vit bonde · f2 vit bonde · g2 vit bonde · h2 vit bonde · a1 vit torn · b1 vit springare · c1 vit löpare · d1 vit drottning · e1 vit kung · f1 vit löpare · h1 vit torn | a8 svart torn · c8 svart löpare · d8 svart drottning · e8 svart kung · f8 svart löpare · g8 svart springare · h8 svart torn · a7 svart bonde · b7 svart bonde · c7 svart bonde · d7 svart bonde · f7 svart bonde · g7 svart bonde · h7 svart bonde · c6 svart springare · d4 svart bonde · e4 vit bonde · c3 vit bonde · f3 vit springare · a2 vit bonde · b2 vit bonde · f2 vit bonde · g2 vit bonde · h2 vit bonde · a1 vit torn · b1 vit springare · c1 vit löpare · d1 vit drottning · e1 vit kung · f1 vit löpare · h1 vit torn | a8 svart torn · c8 svart löpare · d8 svart drottning · e8 svart kung · f8 svart löpare · g8 svart springare · h8 svart torn · a7 svart bonde · b7 svart bonde · c7 svart bonde · d7 svart bonde · f7 svart bonde · g7 svart bonde · h7 svart bonde · c6 svart springare · d4 svart bonde · e4 vit bonde · c3 vit bonde · f3 vit springare · a2 vit bonde · b2 vit bonde · f2 vit bonde · g2 vit bonde · h2 vit bonde · a1 vit torn · b1 vit springare · c1 vit löpare · d1 vit drottning · e1 vit kung · f1 vit löpare · h1 vit torn | a8 svart torn · c8 svart löpare · d8 svart drottning · e8 svart kung · f8 svart löpare · g8 svart springare · h8 svart torn · a7 svart bonde · b7 svart bonde · c7 svart bonde · d7 svart bonde · f7 svart bonde · g7 svart bonde · h7 svart bonde · c6 svart springare · d4 svart bonde · e4 vit bonde · c3 vit bonde · f3 vit springare · a2 vit bonde · b2 vit bonde · f2 vit bonde · g2 vit bonde · h2 vit bonde · a1 vit torn · b1 vit springare · c1 vit löpare · d1 vit drottning · e1 vit kung · f1 vit löpare · h1 vit torn | 1 |
|   | a | b | c | d | e | f | g | h |   |

Från och med 1870 var han en av de starkaste spelarna i schacksällskapet Augustea i Leipzig, och därtill stundom deras vice ordförande. Göring var en av sin tids starkaste tyska schackspelare, och deltog framgångsrikt i en rad turneringar under 1870-talet.
Varianten Göring-gambit i schacköppningen skotsk gambit (ECO C44) är uppkallad efter Carl Göring: 1. e2-e4 e7-e5 2. Sg1-f3 Sb8-c6 3. d2-d4 e5×d4 4. c2-c3. (Se schacknotation.)

## Exempel på turneringsresultat
- Wiesbaden 1871, första plats
- Krefeld 1871, fjärde plats
- Leipzig 1871, tredje plats
- Altona 1872, tredje plats
- Leipzig 1876, andra plats
- Leipzig 1877, femte plats, efter vinst mot Adolf Anderssen